# Volo Invicta International Airlines 435
Il volo Invicta International Airlines 435 (IM435) era operato da un Vickers Vanguard 952, in volo da Bristol-Lulsgate a Basilea-Mulhouse, che si schiantò contro una collina boscosa vicino a Hochwald, in Svizzera, il 10 aprile 1973. L'aereo si ribaltò per poi spezzarsi, uccidendo 108 persone, con 37 sopravvissuti. Ad oggi, questo è il peggior incidente con vittime che abbia coinvolto un Vickers Vanguard e il peggior incidente aereo verificatosi su suolo svizzero. Molti dei 139 passeggeri del volo charter erano donne, membri dell'Axbridge Ladies Guild, delle città e dei villaggi di Axbridge, Cheddar, Winscombe e Congresbury, nel Somerset. L'incidente lasciò 55 bambini senza madre.
Il pilota Anthony Dorman era in preda ad un disorientamento spaziale, identificando erroneamente due radiofari e perdendone un altro. Quando il copilota Ivor Terry subentrò ai comandi, il suo avvicinamento finale si era basato sul faro sbagliato, facendo schiantare l'aereo contro la collina. Dorman era stato precedentemente sospeso dalla Royal Canadian Air Force per mancanza di capacità e aveva fallito il suo test di valutazione con il volo strumentale nel Regno Unito per otto volte. A seguito dell'incidente, nel Regno Unito vennero introdotte norme più severe.
Nonostante le conclusioni del rapporto ufficiale svizzero, un commentatore, l'ex pilota della KLM Jan Bartelski, ha affermato che i piloti potrebbero non essere stati i soli responsabili, e che esiste la possibilità che fossero stati portati fuori rotta da trasmissioni di radiofari "fantasma" causate dalle linee elettriche.

## Il volo

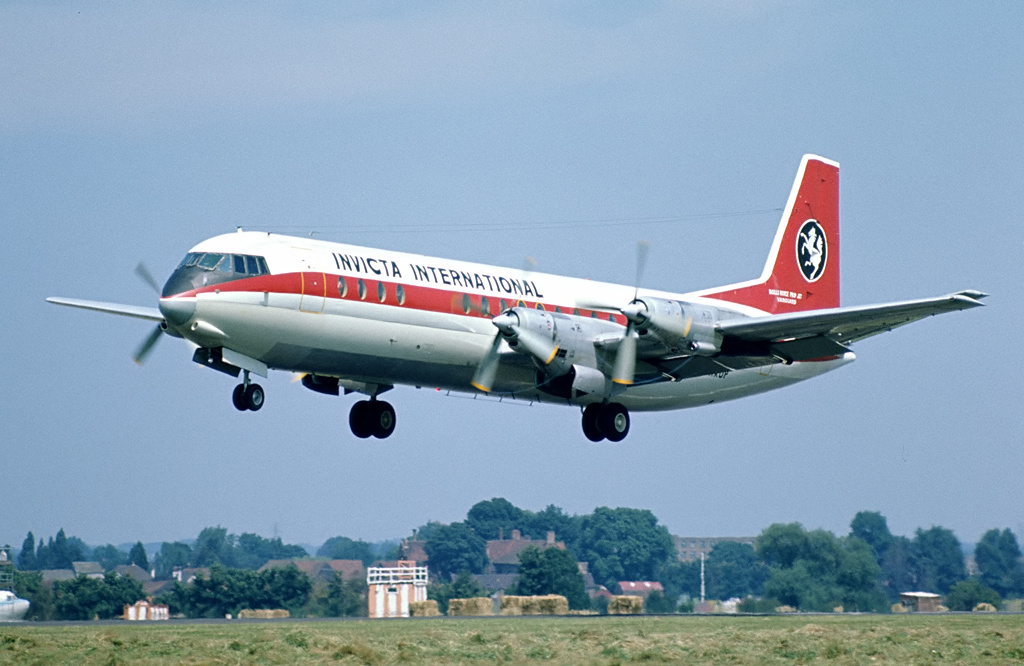
G-AXOP, l'aereo coinvolto nell'incidente visto nel 1971 all'aeroporto di Londra-Southend.

L'aereo era un Vickers Vanguard 952, registrato come G-AXOP e stato noleggiato da una compagnia turistica con sede in Gran Bretagna. Il volo 435 decollò dall'aeroporto di Bristol, Lulsgate Bottom, nel Somerset settentrionale del Regno Unito, verso l'aeroporto di Basilea-Mulhouse-Friburgo di Basilea diretto al dipartimento di Saint-Louis, Francia. L'aeroporto si trovava a poche miglia dal confine tra Svizzera e Germania. All'alba del giorno del disastro, l'aereo era partito dall'aeroporto internazionale di Luton di Londra effettuando un breve volo di posizionamento a Bristol, dove si imbarcarono 139 passeggeri.
Alle 07:19 UTC, il volo 435 decollò da Bristol. Il comandante Anthony Dorman era ai comandi, mentre il suo copilota, il comandante Ivor Terry, si occupava delle comunicazioni. Il volo si svolse tranquillamente fino al suo primo avvicinamento. Era passata l'alba, quindi l'equipaggio disponeva di una buona visibilità, anche se a Basilea era segnalata una forte tempesta di neve.

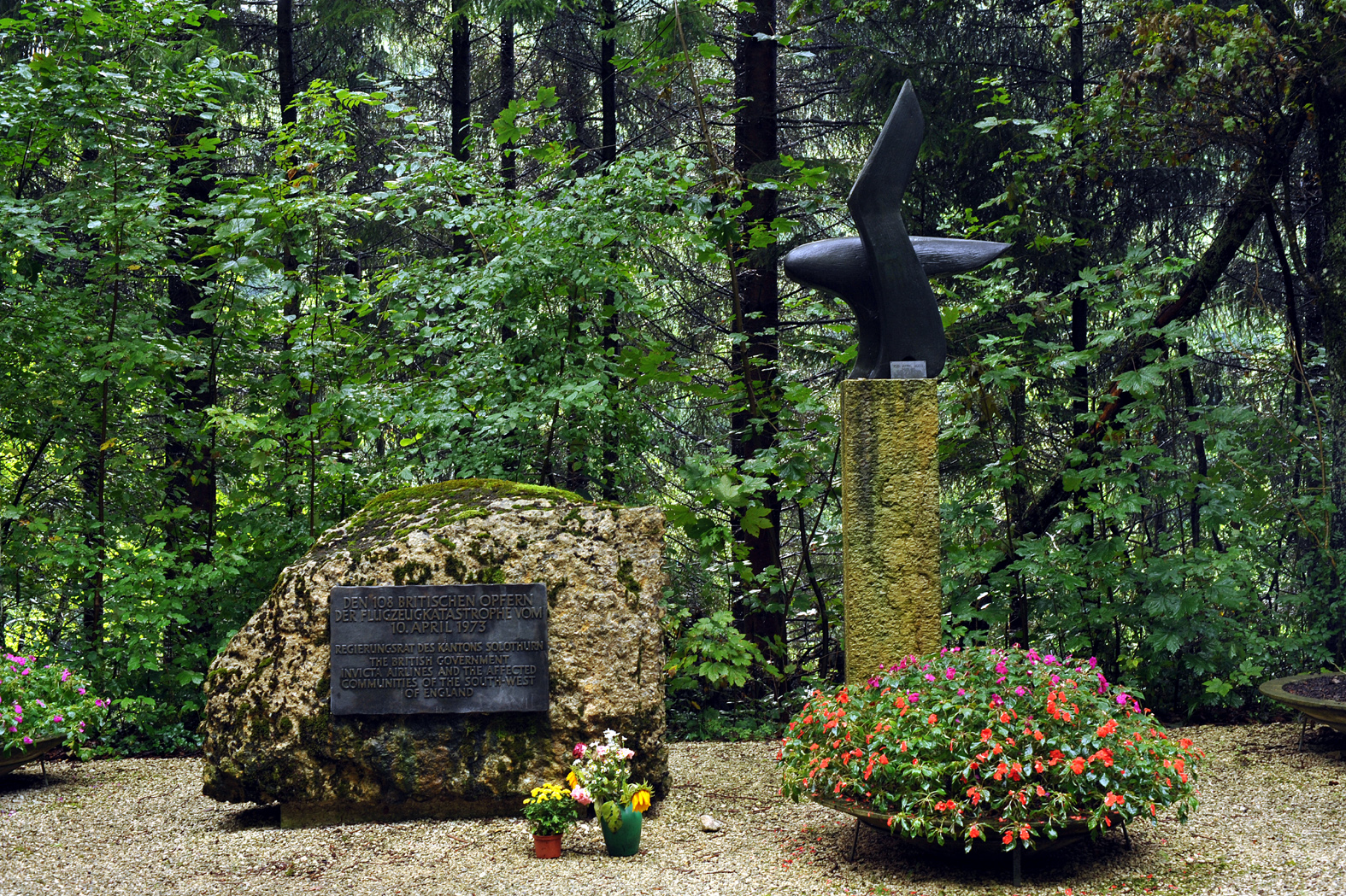
Memoriale vicino a Herrenmatt/Hochwald.

Mentre si avvicinava a Basilea, il volo 435 superò due radiofari di avvicinamento, denominati faro MN e BN, l'ultimo dei quali era il radiofaro esterno del sistema di atterraggio strumentale dell'aeroporto. Tuttavia l'aereo li oltrepassò. Il capitano Dorman dovette quindi iniziare una riattaccata.
Alle 09:08 UTC, mentre il volo 435 si stava preparando per il suo secondo avvicinamento, la torre di controllo di Basilea ricevette una telefonata da un meteorologo e da un ex comandante di aerei che, appena due minuti prima, il volo 435 era passato sopra l'Osservatorio di Binningen (a circa otto chilometri a sud-est dell'aeroporto) a una cinquantina di metri di altezza in direzione sud; il controllore esortò l'equipaggio del volo 435 a salire immediatamente. Durante l'avvicinamento, diversi passeggeri videro di sfuggita diverse case a terra. Mentre il meteorologo era ancora al telefono, i piloti dissero di aver superato il primo radiofaro, chiamato MN. Furono così incaricati di passare al secondo, BN. In realtà, quando l'equipaggio parlò di MN, si trovava effettivamente nelle vicinanze di un terzo faro, BS, e aveva già sorvolato l'aeroporto, dirigendosi più a sud.
Alle 09:11 UTC, il Centro di Controllo dell'area di Zurigo domandò al controllo di Basilea se vedessero un aereo che stava volando dall'aeroporto in direzione di Hochwald, poiché avevano osservato un'eco non identificata sul loro schermo radar, a poche miglia a sud di Basilea. La torre di controllo di Basilea negò, ma quando il controllore riguardò sul suo schermo radar vide un'eco non identificata spostarsi a sud, a poche miglia dall'aeroporto. Nonostante ciò, il volo 435, dopo aver riferito di aver superato il faro BN, ricevette un'autorizzazione all'atterraggio.
Dopo aver terminato la sua telefonata con Zurigo, il controllore di Basilea chiese ai piloti del Vanguard se fossero sicuri di aver superato il radiofaro BN. Il volo 435 rispose che avevano un'"indicazione spuria" e che si erano sintonizzati sul localizzatore, un segnale elettronico che segnava la linea centrale estesa della pista. L'equipaggio confermò così che si erano stabiliti sulla traiettoria di planata e sul localizzatore, mentre il controllore gli disse di non poterli vedere sul suo schermo radar. Il controllore informò i piloti: "Penso che voi non siate sul...siete a sud dell'aeroporto". Il volo 435 non rispose. Dopo questo messaggio, tutte le chiamate dirette all'aereo inglese rimasero senza risposta.
Alle 09:13 UTC, l'aereo sfiorò l'area boschiva di una catena collinare nel Jura e si schiantò nella frazione di Herrenmatt, nella parrocchia di Hochwald, a una decina di miglia (16 km) a sud dell'aeroporto mentre se ne allontanava. L'aereo si girò sulla schiena ed esplose, prendendo fuoco. Persero la vita 108 passeggeri e membri dell'equipaggio, mentre altri 37 sopravvissero allo schianto; 36 di questi rimasero feriti, mentre una hostess risultò praticamente illesa.
Colpendo il suolo, l'aereo si spaccò in diverse sezioni. Mentre le parti anteriori si "distrussero in pezzetti", la sezione della coda era sostanzialmente intatta. Questa fu l'area in cui si trovavano la maggior parte dei sopravvissuti, mentre tutti quelli seduti nella parte anteriore non ce la fecero.
All'indomani dell'incidente, i sopravvissuti si aiutarono a vicenda. Stava nevicando, e la morte per ipotermia incombeva su tutti. Mentre tiravano fuori i cadaveri dai rottami, iniziarono a cantare inni per mantenere alto il morale. Poco dopo, un ragazzo di una fattoria vicina si imbatté in loro e li condusse a casa sua, dove la sua famiglia abitava, e si prese cura di loro in attesa dell'arrivo dei soccorsi.

## Passeggeri ed equipaggio
La maggior parte dei passeggeri e dell'equipaggio erano cittadini britannici, tra cui un gruppo di donne di Axbridge nel Somerset, nel Regno Unito.
Il pilota ai comandi era il comandante Anthony Noel Dorman, cittadino canadese, classe 1938, con licenza di pilota britannica valida e abilitazioni valide per i Vickers Vanguard, i Britten-Norman BN-2 Islander, i Douglas DC-3 e i Douglas DC-4. Il capitano Dorman aveva iniziato il suo addestramento al volo nella Royal Canadian Air Force nel 1963, ma fu presto interrotto a causa della sua insufficiente attitudine al volo. Dopo il suo congedo dall'aeronautica, ottenne una licenza di pilota privato canadese. In seguito pilota commerciale e, infine, gliene rilasciarono una da pilota commerciale senior, e poi una licenza da pilota in Nigeria.
Il comandante Dorman aveva tentato almeno nove volte, nel Regno Unito di ottenere una licenza all'abilitazione strumentale per i velivoli leggeri, riuscendoci nel gennaio 1971. Aveva fallito più volte il test a causa della gestione inadeguata dei controlli e della mancanza di conoscenze teoriche. In seguito ottenne le necessarie abilitazioni per pilotare i DC-3, i DC-4 e i Vickers Vanguard, anche se solo dopo aver fallito il suo test di volo almeno una volta in ogni occasione. Sempre nel gennaio 1971, ottenne la licenza di pilota di linea britannica, e successivamente si unì alla Invicta International Airlines. Nel primo anno servì come copilota sui Douglas DC-4, e successivamente sui Vickers Vanguard. Nell'ottobre 1972 venne promosso capitano.
Si credeva che il capitano Dorman avesse accumulato un'esperienza di volo totale di 1.205 ore, con circa 1.088 ore sul Vickers Vanguard, sebbene le discrepanze nel contenuto del suo diario di bordo rendessero impossibile dire quante ore effettive avesse volato. Aveva avuto alcune esperienze a Basilea, avendovi effettuato 33 atterraggi precedenti, nove dei quali comprendevano l'avvicinamento strumentale. Aveva volato diciassette volte prima con il copilota Terry.
Il copilota, il comandante Ivor William Francis Terry, nacque nel 1926. Era cittadino britannico e possedeva una licenza da pilota di linea britannica. Aveva iniziato il suo addestramento di volo con la Royal Air Force nell'ottobre 1944 ed era stato pilota militare dal 1947, con una certa esperienza nel pilotare aerei come i Lancaster, i Shackleton, i Varsity e i Valetta.
Il comandante Terry era stato promosso capitano sui un DC-4 nell'ottobre 1968 ed ottenne un'abilitazione ai Vickers Vanguard nel 1971. Poteva vantare un'esperienza di volo totale di 9.172 ore, di cui 3.144 su questo tipo di aereo. Era atterrato 61 volte a Basilea, di cui quattordici terminanti con un avvicinamento strumentale.

## Le indagini
L'aereo era dotato solo di un registratore dei dati di volo. Al momento dell'incidente, le normative aeronautiche nel Regno Unito non richiedevano la presenza di un registratore di suoni in ogni velivolo da trasporto.
Le agenzie meteorologiche raccontarono che durante l'avvicinamento del volo 435 si stavano scatenando delle tempeste di neve, il che limiterebbe la visibilità. Poiché Basilea si trovava in una zona montuosa, questa visibilità limitata poteva rivelarsi pericolosa poiché l'aereo, come la maggior parte degli aerei di linea dei suoi tempi, non era dotato di un sistema di allarme di prossimità al suolo (GPWS).

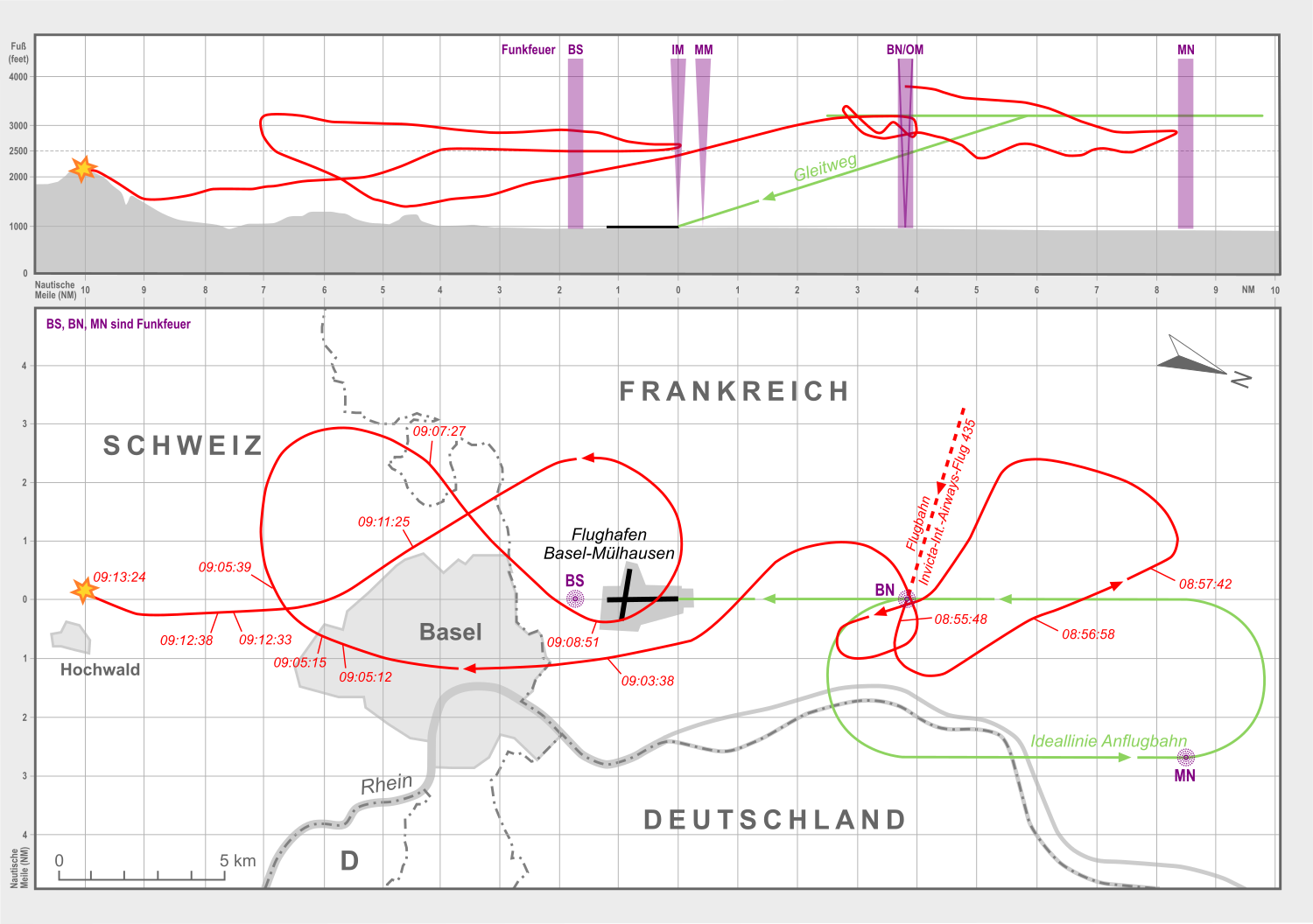
Traiettoria del volo Invicta Airlines 435 secondo il registratore dei dati di volo.

Sulla base delle registrazioni del controllo del traffico aereo, il controllore di volo di Basilea dichiarò che il volo 435 non si stava dirigendo verso il faro selezionato durante il suo ultimo avvicinamento, mentre i piloti dissero di essere già lì. Ciò potrebbe indicare un segnale difettoso o un'apparecchiatura di navigazione malfunzionante. Se l'errore era nel sistema di navigazione, questo potrebbe spiegare perché l'aereo si era smarrito dal percorso selezionato. Tuttavia, gli investigatori svizzeri ritennero più probabile che l'equipaggio di condotta avesse commesso un errore di navigazione e non fosse riuscito ad accorgersene trascurando di utilizzare altri aiuti via radio per monitorare i propri progressi.
L'indagine sull'ADF del Vanguard riportò che i suoi giunti non erano stati accuratamente saldati sul suo servoamplificatore ad anello nel sistema n. 1. Questi giunti potrebbero aver portato a interruzioni intermittenti dei singoli collegamenti elettrici nell'amplificatore. Questo difetto non venne notato dall'equipaggio. L'indagine non poté determinare la causa del guasto.
Entrambi i piloti presenti in cabina, il comandante Dorman e il comandante Terry, ricoprivano il grado di capitano. Tuttavia, il comandante Terry aveva un'esperienza molto maggiore rispetto a Dorman. Il comandante Terry si occupò della prima tratta, che andava da Luton a Bristol, mentre Dorman gestì la tratta da Bristol a Basilea. L'esperienza dimostrava che questo tipo di combinazione dell'equipaggio aveva delle pessime conseguenze. Il pilota sul sedile di destra, il capitano Terry, aveva un'esperienza da copilota insufficiente. Essendo un capitano anziano, si comportava e pensava come tale piuttosto che come copilota.
Le condizioni meteorologiche avverse e il fatto che la modulazione dei fari MN e BN non rispettasse i requisiti dell'ICAO, causarono alcune difficoltà a ogni equipaggio di ogni volo in avvicinamento a Basilea in quel momento. L'indicazione dell'ADF era utilizzabile, ma non molto affidabile. Poiché non era affidabile, era essenziale monitorare la posizione dell'aeromobile con ulteriori ausili alla navigazione privi di elettricità statica o tramite il radar da terra. Era chiaro, conclusero gli investigatori, che l'equipaggio non ne era stato in grado.